# 板東さえか
板東 さえか（ばんどう さえか、1991年1月30日 - ）は、日本のラジオDJ、ナレーター、カルチャー発信者。大阪府堺市出身。

## 来歴
受験勉強中にFM802を聴いていたことがきっかけでラジオDJを目指した。幼少期から音楽が好きで、高校時代にはライブハウスに通って生活をしていた。基礎的なことを学ぶために大阪芸術大学放送学科アナウンスコースに入った。大学卒業のタイミングでFM802のオーディションを受けた時は書類で落ちてしまい、一旦は声の仕事をする事務所に所属したが、「やっぱり私がやりたいことはFM802のDJ以外にない！」という思いからフリーターになり、2014年にFM802のDJオーディションに合格した。
『Ciao! MUSICA』や『RADIO ∞ INFINITY』でアシスタントDJデビューを果たす。同年10月にスタートした『LNEM 〜エルネム〜』でラジオDJデビュー。

## 人物
- 水瓶座のA型[6]。愛称は「ばんちゃん」[6]。生まれつきの元気な性格と独自のカルチャーへの愛で知られている。
- 趣味は大学時代にオーストラリアへの短期留学をきっかけに始めた旅行や、美術鑑賞、アート巡り、キャンプ、自転車、写真など。古着、レコード、キャンドル、お香、靴下などのコレクション[2]。
- 特技は、バレーボール、高速三つ編み、掘り出し物を見つけること、ポップやイラストを描くこと、どこでも寝られること[2]。
- 人生のテーマは『猪突猛進』と『有言実行』[2]。

## 出演

### ラジオ番組

#### 現在
FM802
- Saturday Amusic Islands Morning Edition（2025年4月 - ） - ラジオDJ
- FLEEKLOUNGE（2023年4月 - ） - ラジオDJ

#### 過去
FM802
- LNEM 〜エルネム〜（2014年10月 - 2017年9月） - ラジオDJ
- Ciao! MUSICA
- RADIO∞INFINITY - アシスタントDJ
- ROCK KIDS 802 - 大阪芸術大学 Let's Pop Out（毎週木曜日のこのコーナーのみ出演） このコーナーには同大学の卒業生である3ピースバンド「ヤバいTシャツ屋さん」が割と頻繁に登場していた。
- Poppin'FLAG!!!（2017年10月 - 2025年3月）
- EVENING TAP（2023年8月10日） - 新型コロナウィルス陽性により休演していた田中乃絵の代理で出演
- on-air with TACTY IN THE MORNING（2024年3月25日、2025年3月10日）- 春休みで休演していた大抜卓人の代理で出演
- 802 Palette（2024年6月8日）- 体調不良により休演していた豊田穂乃花の代理で出演

### テレビ番組
読売テレビ
- あすリート - ナレーター
- anna（2019年10月17日 - ） - MC
- ツキいちLIVE 金曜日はパフェ - コーナー担当

## 連載
- FM802 DJ 板東さえかの「ほんまに来んの？！」（2022年11月 - ）- ぴあ関西版WEB